# ヴァイオリンソナタ第3番 (メトネル)
ヴァイオリンソナタ第3番 ホ短調 『エピカ』 作品57 は、ニコライ・メトネルが1938年に完成したヴァイオリンソナタ。

## 概要
メトネルは1935年に本作の作曲を開始した。3度目となるイングランド移住後も作品に向き合い続け、1938年に全曲を完成させた。当初、彼はこの作品を管弦楽曲としてまとめようとしていたが、オーケストレーションにかかる労力を厭った結果、最終的にヴァイオリンとピアノという形式に落ち着いた。
曲は1936年にこの世を去った「我が兄エミーリイの想い出に」捧げられている。メトネルは兄と特殊な関係にあった。彼は兄エミーリイが1902年に結婚したアンナ・ブラテンシに思いを寄せており、さらにアンナの側も弟のニコライに惹かれていたのである。自分たちの関係を告白した両名にエミーリイは屈服することになるが、母が1918年に他界するまでアンナとの婚姻関係を継続し、その後1919年6月にニコライとアンナは結婚することになる。常に兄に対する負い目を感じていたニコライは、贖罪のためにこの作品を兄へ献呈したのであった。
曲は演奏に45-50分を要する巨大なものとなったが、曲が長すぎるのではないかという指摘に対してメトネルは「短い叙事詩（エピカ）など誰が聞いたことがあろうか」と、本作の副題を用いて応じたという。この作品が備える「ロシアらしさ」については、当時メトネルがルーテル教会から正教会に改宗したばかりであったことも影響しているとみられる。
初演は作曲者自身のピアノ、アーサー・カテラルのヴァイオリンによって行われた。

## 楽曲構成

### 第1楽章
Introduzione: Andante meditamente 6/8拍子 - Allegro 6/4拍子
ソナタ形式。序奏ではまずピアノが鐘の音を思わせるような和音を奏するのに合わせて、ヴァイオリンがエオリア旋法で入ってくる（譜例1）。譜例1を繰り返しつつ、幻想的に進行する。
譜例1
アレグロの主部に入ると、譜例1を急速に奏する導入に続いて滑らかな第1主題が提示される（譜例2）。譜例1を織り込みながら精力的な進行をみせる。
譜例2
続く主題はイ長調で提示される（譜例3）。副次的な主題が生まれ、それらを用いて祝祭的なクライマックスを形成する。終わりには譜例1が聞かれて展開部に入る。
譜例3
展開部は譜例2を中心に据えながらも譜例1や譜例3を絡めていく。ドミナントペダルからピアノが譜例2を奏して再現部となる。やはり譜例1が頻繁に顔をのぞかせる。譜例3はト長調で再現される。最後はマエストーソのコーダが付き、譜例1や譜例2を回想して閉じられる。

### 第2楽章
Allegro molto vivace e leggiero 4/4拍子 イ短調
民謡調の主題を用いたスケルツォであり、第1楽章に似ている部分もある。長さの非対称なフレーズによって構築されている。冒頭から勢いよく主題が奏される（譜例4）。
譜例4
急速なエピソードを経て譜例5を奏すると、急速なエピソードへと戻っていく。その終わりにはタンゴを思わせるようなリズムの挿入がみられる。
譜例5
その後は主題群の展開が行われ、ピアノによる譜例4の再現へと至る。譜例5などの各材料も続いていく。再度タンゴ風のリズムが現れると、その後はこれまでの主題を用いて一気に進行して弱音での終結を迎える。

### 第3楽章
Andante con moto 3/4拍子
第1楽章冒頭のピアノ導入部と同様の開始に続き、ヴァイオリンがエオリア旋法の主題を奏でる（譜例6）。主題はピアノに受け継がれる。
譜例6
続いて三連符の伴奏の上に新しい主題が提示される（譜例7）。
譜例7
中間部分では譜例8が歌い出され、その他の素材と入れ替わりながら奏される。
譜例8
やがて譜例7が回帰して、その後にヴァイオリンから譜例6が再現される。さらに譜例8が加わり、最後にはヴァイオリンに出る譜例6とピアノによる譜例8が同時に奏される。静まっていき、アタッカで終楽章に接続される。

### 第4楽章
Allegro molto 3/4拍子
この楽章では舞踏の音楽や礼拝音楽が仄めかされる。メトネルはその着想について「ロシア全体が突如私の中に流れ込んできた」 と語っているが、一風変わったその表現方法には彼の複雑な出自と遍歴が関わっているとみる向きもある。楽章のはじめには譜例1が現れ、全休止を挟んで主題の提示となる（譜例9）。
譜例9
キビキビとした推移を経て譜例10の新たな主題が提示される。さらに長調に転じた譜例9が加わって大きな盛り上がりとなる。
譜例10
譜例9に基づく展開が開始され、カノン風のパッサカリアによって発展していく。その終わりにクワジ・カデンツァと指定されたピアノの走句が置かれ、以降は譜例10が明るく奏される。やがてその流れに譜例9が加わり、最終的に譜例1も一体となって喜ばしく全曲に終止符が打たれる。